# Vivir mata
Vivir mata és una pel·lícula mexicana filmada en 2001 i estrenada el 25 de gener de 2002, dirigida per Nicolás Echevarría i escrita per Juan Villoro, basada en la seva novel·la La casa pierde. Protagonitzada per Daniel Giménez Cacho i Susana Zabaleta, va ser exhibida al festival de Palms Springs i va obtenir una nominació a la millor banda sonora en la XLV edició dels Premis Ariel de l'Acadèmia Mexicana d'Arts i Ciències Cinematogràfiques de 2003.

## Argument o sinopsi
A la ciutat més gran del món (Mèxic, D. F.), Diego i Silvia tenen una trobada amorosa excepcional basat en l'engany. Durant una llarga jornada del dia cap a la nit, en un ambient delirant on tot sembla fora de control, la parella descobreix que per viure el veritable amor, a vegades cal mentir.

## Repartiment
- Daniel Giménez Cacho como Diego.
- Susana Zabaleta como Silvia.
- Alejandra Gollas como Regina.
- Luis Felipe Tovar como Chepe.
- Emilio Echevarría como Helmut.
- Diana Bracho como reportera.
- Javier "Cha!" Ramírez como locutor.
- Luisa Sáenz como locutora.
- Gustavo Sánchez Parra como Encargado de vulcanizadora
- Ciro Gómez Leyva.
- Pilar Alvarez Lasso.

## Producció
Vivir mata es va rodar entre el 10 de febrer i l'11 de maig de 2001 a la Ciutat de Mèxic a l'avinguda Jalisco, la avinguda Revolución, la Cabeza de Juárez al municipi de Nezahualcóyotl així com les delegacions Cuauhtémoc, Miguel Hidalgo i Venustiano Carranza. La producció va ser a càrrec d'Epigmenio Ibarra, Inna Payán, Eckehardt Von Damm, Sebastián Silva, Enrique Ortiga, Matthías Ehrenberg, Christian Vadelievre, Carlos Payán Velver, José Antonio Alonso, Guillermo González Guajardo, Carlos Creel Carrera, Fernando Blumenkron, Jorge Serrano, Roberto Rodríguez, César Montemayor, Humberto Zesati, Twentieth Century Fox, Titán Producciones, Argos Cinema, Videocine, el Consell Nacional per a la Cultura i les Arts, l'Instituto Mexicano de Cinematografía i el Fons per a la Producció Cinematogràfica de Qualitat. La música va estar a càrrec de Mario Lavista, la supervisió, la producció musical per Ruy García i la coordinació i assessoria musical per part d'Héctor Martínez. Va ser estrenada el 18 de gener de 2002 a les sales de les cadenes Cinemark, Cinépolis, Multicinemas, Metrópolis i Lumiere.